# Mentona
Mentona es un compuesto orgánico de origen natural con una fórmula molecular C10H18O.  l-Menthone (or (2S, 5R)-trans-2-isopropyl-5-methylcyclohexanone), mostrado a la derecha, es la más abundante en la naturaleza de los cuatro posibles estereoisómeros. Mentona es un monoterpeno y una cetona. Está estructuralmente relacionado con el mentol que tiene un secundario de alcohol en lugar del carbonilo.
Mentona se utiliza en perfumería y la cosmética por su característico olor aromático y sabor a menta.

## Producción
Menthone es un componente de los aceites esenciales de menta poleo, menta piperita, Mentha arvensis, Pelargonium geranios, y otros. En la mayoría de los aceites esenciales, es un compuesto de menor importancia. Esta es la causa por el hecho de que fue sintetizado por primera vez por oxidación de mentol en 1881 antes de que se encuentre en los aceites esenciales en 1891.

## Preparación
Mentona es barato, disponible como una mezcla de isómeros; cuando enantiopuro, cuesta mucho más. En el laboratorio, l -menthone se puede preparar por oxidación del mentol con acidificado dicromato.
Si la oxidación con ácido crómico se realiza con oxidante estequiométrico en presencia de éter dietílico como co-disolvente (un método introducido por H.C.Brown), la epimerización de l-mentona a d-isomentona se evita en gran medida. Si la mentona y la isomentona se equilibran a temperatura ambiente, el contenido de isomentona llegará a 29%. La l-mentona pura tiene un aroma a menta limpia intenso. Por el contrario, d-isomentona tiene una nota "verde", el aumento de los niveles de los que se perciben en detrimento de la calidad del olor de l-mentona.

## Uso como plaguicida
Mentona es un pesticida natural se utiliza en algunos productos como Ecosmart Roach Killer.

## Historia
Mentona fue descrito por primera vez por Moriya en 1881. Fue entonces sintetizado calentando mentol con ácido crómico.
Mentona fue crucial para uno de los grandes descubrimientos mecanicistas en la química orgánica. En 1889, Ernst Beckmann descubrió que la disolución de mentona en concentrado ácido sulfúrico dio un nuevo material cetónico. Coincidentemente, el producto dio un igual pero opuesta rotación óptica para el material de partida. El carbono tetraédrico había sido reconocido por solo 15 años en ese momento, Beckmann se dio cuenta de que esto debía resultar de una inversión de la configuración en el átomo de carbono asimétrico siguiente al grupo carbonilo (en ese momento piensa que es carbono unido al metilo, en lugar del grupo isopropilo), y se postula como está pasando a través de la intermediación de un enol tautómero en el que el átomo de carbono asimétrico era de trigonal (planar) en lugar que de la geometría tetraédrica. Este fue un ejemplo temprano de la deducción de un (casi) intermedio indetectable en un mecanismo de reacción que representa el resultado de la reacción.